# Virginia Hernández
Virginia Isabel Hernández Milachay (Ciudad de Panamá, Panamá, 26 de mayo de 1990) es una modelo panameña y campeona de un concurso de belleza que ganó el título de Miss Panamá Mundo 2013  para el concurso Miss Mundo 2013. fue designada para representar a Panamá en el certamen Miss Tierra 2016.

## Biografía
Participó en el concurso Miss World University Panamá 2010 y representó a su país en el Miss World University 2010 en Corea donde ganó el Miss Simpatía.Al finalizar el Miss Panamá 2013 también recibió premios entre ellos Miss Simpatía. Hernández tiene 5 años. Pies 8 pulgadas (1,73 m) de altura y compitió en el certamen nacional de belleza Miss Panamá 2013. Representó a la provincia de Panamá Centro.Representó a Panamá en la edición 63 del certamen Miss Mundo celebrada el 28 de septiembre de 2013, en el Centro Internacional de Convenciones Sentul en Indonesia.Hernández representó a Panamá en Miss Tierra 2016 donde no logró ubicarse. La corona de Miss Tierra la ganó Katherine Espín de Ecuador.